# Twitterrific
Twitterrific是一个Twitter客户端。Twitterrific由The Iconfactory公司开发，可以免费使用，但每小时会有广告弹出。如果以14.95$的售价购买一个序列号，则可以去除该限制。
Mac OS X平台上的Twitterrific是一个Cocoa程序，它仅运行在Mac OS X v10.4及以上。目前它是Mac平台上最受欢迎的Twitter客户端。
iPhone OS平台上的Twitterrific是一个Xcode程序，2008年发布。它与网络应用PocketTweets同为Twitter官方所推介。
根据Sysomos发布于2009年11月的统计，Twitterrific在Twitter客户端中所占市场份额位列第四，达1.63%。